# Prioria balsaminfera
Prioria balsaminfera là một loài thực vật có hoa trong họ Đậu. Loài này được (Vermoesen) Breteler miêu tả khoa học đầu tiên năm 1999.